# Turkije op de Olympische Zomerspelen 2024
Turkije nam deel aan de Olympische Zomerspelen 2024 in Parijs.

## Medailleoverzicht
| Medaille | Naam                                     | Sport        | Onderdeel                | Datum       |
| -------- | ---------------------------------------- | ------------ | ------------------------ | ----------- |
| Zilver   | Şevval İlayda Tarhan Yusuf Dikeç         | Schietsport  | 10 m luchtpistool (x)    | 30 juli     |
| Zilver   | Hatice Akbaş                             | Boksen       | Bantamgewicht -54 kg (v) | 8 augustus  |
| Zilver   | Buse Naz Çakıroğlu                       | Boksen       | Vlieggewicht -50 kg (v)  | 9 augustus  |
|          |                                          |              |                          |             |
| Brons    | Mete Gazoz Ulaş Tümer Muhammed Yıldırmış | Boogschieten | team (m)                 | 29 juli     |
| Brons    | Buse Tosun Çavuşoğlu                     | Worstelen    | Lichtzwaar -68 kg (v)    | 6 augustus  |
| Brons    | Esra Yıldız                              | Boksen       | Vedergewicht -57 kg (v)  | 7 augustus  |
| Brons    | Taha Akgül                               | Worstelen    | Superzwaar -125 kg (m)   | 10 augustus |
| Brons    | Nafia Kuş                                | Taekwondo    | Zwaargewicht +67 kg (v)  | 10 augustus |

## Aantal Deelnemers
Hieronder volgt een overzicht van de atleten die deelnamen aan de Olympische Zomerspelen van 2024.
| Sport            | Mannen | Vrouwen | Totaal |
| ---------------- | ------ | ------- | ------ |
| Atletiek         | 10     | 6       | 16     |
| Badminton        | 0      | 1       | 1      |
| Boksen           | 2      | 5       | 7      |
| Boogschieten     | 3      | 1       | 4      |
| Gewichtheffen    | 1      | 0       | 1      |
| Gymnastiek       | 5      | 0       | 5      |
| Judo             | 5      | 3       | 8      |
| Moderne vijfkamp | 1      | 1       | 2      |
| Roeien           | 0      | 1       | 1      |
| Schermen         | 1      | 1       | 2      |
| Schietsport      | 3      | 4       | 7      |
| Taekwondo        | 2      | 3       | 5      |
| Tafeltennis      | 0      | 1       | 1      |
| Volleybal        | 0      | 13      | 13     |
| Wielersport      | 1      | 0       | 1      |
| Worstelen        | 6      | 5       | 11     |
| Zeilen           | 3      | 5       | 8      |
| Zwemmen          | 4      | 4       | 8      |
| Totaal           | 47     | 54      | 101    |

## Deelnemers en Resultaten

### Atletiek

#### Loopnummers
Mannen
| Atleet             | Onderdeel         | Voorronde | Voorronde | Series | Series | Herkansingen | Herkansingen | Halve finale   | Halve finale   | Finale         | Finale         |
| Atleet             | Onderdeel         | Tijd      | Rang      | Tijd   | Rang   | Tijd         | Rang         | Tijd           | Rang           | Tijd           | Rang           |
| ------------------ | ----------------- | --------- | --------- | ------ | ------ | ------------ | ------------ | -------------- | -------------- | -------------- | -------------- |
| Kayhan Özer        | 100 m             | bye       | bye       | 10,34  | 7      | n.v.t.       | n.v.t.       | niet geplaatst | niet geplaatst | niet geplaatst | niet geplaatst |
| Berke Akçam        | 400 m horden      | n.v.t.    | n.v.t.    | 49,48  | 26 H   | 48,72        | 4 Q          | 49,12          | 17             | niet geplaatst | niet geplaatst |
| Yasmani Copello    | 400 m horden      | n.v.t.    | n.v.t.    | 50,72  | 36     | DNS          | DNS          | niet geplaatst | niet geplaatst | niet geplaatst | niet geplaatst |
| Salih Korkmaz      | 20km snelwandelen | n.v.t.    | n.v.t.    | n.v.t. | n.v.t. | n.v.t.       | n.v.t.       | n.v.t.         | n.v.t.         | 1.29.05        | 45             |
| Kaan Kigen Özbilen | marathon          | n.v.t.    | n.v.t.    | n.v.t. | n.v.t. | n.v.t.       | n.v.t.       | n.v.t.         | n.v.t.         | DNF            | DNF            |

Vrouwen
| atlete        | onderdeel         | series | series | herkansingen | herkansingen | halve finale | halve finale | finale  | finale |
| atlete        | onderdeel         | tijd   | rang   | tijd         | rang         | tijd         | rang         | tijd    | rang   |
| ------------- | ----------------- | ------ | ------ | ------------ | ------------ | ------------ | ------------ | ------- | ------ |
| Meryem Bekmez | 20km snelwandelen | n.v.t. | n.v.t. | n.v.t.       | n.v.t.       | n.v.t.       | n.v.t.       | 1.38.06 | 40     |

Gemengd
| atlete                   | onderdeel             | finale  | finale |
| atlete                   | onderdeel             | tijd    | rang   |
| ------------------------ | --------------------- | ------- | ------ |
| Ayşe Tekdal Mazlum Demir | marathon snelwandelen | 3.14.53 | 23     |

#### Technische nummers
Mannen
| atleet        | onderdeel        | kwalificaties | kwalificaties | finale         | finale         |
| atleet        | onderdeel        | afstand       | rang          | afstand        | rang           |
| ------------- | ---------------- | ------------- | ------------- | -------------- | -------------- |
| Özkan Baltacı | hamerslingeren   | 71,40 m       | 27            | niet geplaatst | niet geplaatst |
| Necati Er     | hinkstapspringen | 13,65 m       | 32            | niet geplaatst | niet geplaatst |
| Alperen Acet  | hoogspringen     | 2,20 m        | 22            | niet gplaatst  | niet gplaatst  |
| Ersu Şaşma    | polsstokspringen | 5,75 m        | 1 q           | 5,85 m         | 5              |

Vrouwen
| atleet         | onderdeel        | kwalificaties | kwalificaties | finale         | finale         |
| atleet         | onderdeel        | afstand       | rang          | afstand        | rang           |
| -------------- | ---------------- | ------------- | ------------- | -------------- | -------------- |
| Tuğba Danışmaz | hinkstapspringen | 13,97 m       | 16            | niet geplaatst | niet geplaatst |
| Buse Savaşkan  | hoogspringen     | 1,92 m        | 8 q           | 1,86 m         | 10             |
| Emel Dereli    | kogelstoten      | 17,02 m       | 24            | niet geplaatst | niet geplaatst |
| Eda Tuğsuz     | speerwerpen      | 55,30 m       | 31            | niet geplaatst | niet geplaatst |

### Badminton
Vrouwen
| atleet        | onderdeel | groepsfase           | groepsfase              | groepsfase           | groepsfase | eliminatie           | kwartfinale          | halve finale         | finale / BM          | finale / BM    |
| atleet        | onderdeel | tegenstander uitslag | tegenstander uitslag    | tegenstander uitslag | rang       | tegenstander uitslag | tegenstander uitslag | tegenstander uitslag | tegenstander uitslag | rang           |
| ------------- | --------- | -------------------- | ----------------------- | -------------------- | ---------- | -------------------- | -------------------- | -------------------- | -------------------- | -------------- |
| Neslihan Arın | enkelspel | Ohori V 9-21, 7-21   | Castillo W 21-16, 21-17 | n.v.t.               | 2          | niet geplaatst       | niet geplaatst       | niet geplaatst       | niet geplaatst       | niet geplaatst |

### Boksen
Mannen
| atleet        | onderdeel     | eerste ronde         | tweede ronde         | kwartfinale          | halve finale         | finale               | rang           |
| atleet        | onderdeel     | tegenstander uitslag | tegenstander uitslag | tegenstander uitslag | tegenstander uitslag | tegenstander uitslag | rang           |
| ------------- | ------------- | -------------------- | -------------------- | -------------------- | -------------------- | -------------------- | -------------- |
| Samet Gümüş   | vlieggewicht  | n.v.t.               | Bibossinov V 0 - 5   | niet geplaatst       | niet geplaatst       | niet geplaatst       | niet geplaatst |
| Kaan Aykutsun | middelgewicht | Cavallaro W 4 - 1    | López V 0 - 5        | niet geplaatst       | niet geplaatst       | niet geplaatst       | niet geplaatst |

Vrouwen
| atleet             | onderdeel     | eerste ronde         | tweede ronde         | kwartfinale          | halve finale         | finale               | rang           |
| atleet             | onderdeel     | tegenstander uitslag | tegenstander uitslag | tegenstander uitslag | tegenstander uitslag | tegenstander uitslag | rang           |
| ------------------ | ------------- | -------------------- | -------------------- | -------------------- | -------------------- | -------------------- | -------------- |
| Buse Naz Çakıroğlu | vlieggewicht  | bye                  | Herrera W 5 - 0      | Kaivo-oja W 5 - 0    | Villegas W 5 - 0     | Wu Y V 1 - 4         | Zilver         |
| Hatice Akbaş       | bantamgewicht | Davison W 3 - 2      | Echegaray W 5 - 0    | Enkhjargal W 5 - 0   | Im A-j W 3 - 2       | Chan Y V 0 - 5       | Zilver         |
| Esra Yıldız        | vedergewicht  | Camara W 5 - 0       | Hlimi W 5 - 0        | Romeu W 4 - 1        | Lin Y-t V 0 - 5      | niet geplaatst       | Brons          |
| Gizem Özer         | lichtgewicht  | Mesiano V 1 - 4      | niet geplaatst       | niet geplaatst       | niet geplaatst       | niet geplaatst       | niet geplaatst |
| Busenaz Sürmeneli  | weltergewicht | bye                  | Rygielska W 4 - 1    | Suwannapheng V 1 - 4 | niet geplaatst       | niet geplaatst       | niet geplaatst |

### Boogschieten
Mannen
| atleet                                   | onderdeel   | plaatsingsronde | plaatsingsronde | eerste ronde             | tweede ronde         | derde ronde          | kwartfinale          | halve finale         | finale / BM          | finale / BM    |
| atleet                                   | onderdeel   | score           | rang            | tegenstander uitslag     | tegenstander uitslag | tegenstander uitslag | tegenstander uitslag | tegenstander uitslag | tegenstander uitslag | rang           |
| ---------------------------------------- | ----------- | --------------- | --------------- | ------------------------ | -------------------- | -------------------- | -------------------- | -------------------- | -------------------- | -------------- |
| Mete Gazoz                               | individueel | 676             | 8               | Gallorda Ferrada W 6 - 0 | Tang C-c W 6 - 2     | Chirault W 6 - 5     | Kim W-j V 4 - 6      | niet geplaatst       | niet geplaatst       | niet geplaatst |
| Ulaş Berkim Tümer                        | individueel | 676             | 10              | Rojas W 6 - 4            | Wijler W 6 - 2       | Ellison V 2 - 6      | niet geplaatst       | niet geplaatst       | niet geplaatst       | niet geplaatst |
| Muhammed Yıldırmış                       | individueel | 640             | 58              | Ellison V 2 - 6          | niet geplaatst       | niet geplaatst       | niet geplaatst       | niet geplaatst       | niet geplaatst       | niet geplaatst |
| Mete Gazoz Ulaş Tümer Abdullah Yıldırmış | team        | 1992            | 6               | n.v.t.                   | n.v.t.               | Colombia W 5 - 4     | India W 6 - 2        | Frankrijk V 4 - 5    | W 6 - 2              | Brons          |

Vrouwen
| atleet      | onderdeel   | plaatsingsronde | plaatsingsronde | eerste ronde         | tweede ronde         | derde ronde          | kwartfinale          | halve finale         | finale / BM          | finale / BM    |
| atleet      | onderdeel   | score           | rang            | tegenstander uitslag | tegenstander uitslag | tegenstander uitslag | tegenstander uitslag | tegenstander uitslag | tegenstander uitslag | rang           |
| ----------- | ----------- | --------------- | --------------- | -------------------- | -------------------- | -------------------- | -------------------- | -------------------- | -------------------- | -------------- |
| Elif Gökkır | individueel | 671             | 5               | Fazil W 6 - 0        | Fallah W 6 - 0       | Noda W 6 - 4         | Jeon H-y V 2 - 6     | niet geplaatst       | niet geplaatst       | niet geplaatst |

Gemengd
| atleet                       | onderdeel | plaatsingsronde | plaatsingsronde | eerste ronde         | kwartfinale          | halve finale         | finale / BM          | finale / BM    |
| atleet                       | onderdeel | score           | rang            | tegenstander uitslag | tegenstander uitslag | tegenstander uitslag | tegenstander uitslag | rang           |
| ---------------------------- | --------- | --------------- | --------------- | -------------------- | -------------------- | -------------------- | -------------------- | -------------- |
| Mete Gazoz Elif Berra Gökkır | team      | 1347            | 6               | Japan V 4 - 5        | niet geplaatst       | niet geplaatst       | niet geplaatst       | niet geplaatst |

### Gewichtheffen
Mannen
| atlete                | onderdeel | trekken | trekken | stoten | stoten | totaal | rang |
| atlete                | onderdeel | score   | rang    | score  | rang   | totaal | rang |
| --------------------- | --------- | ------- | ------- | ------ | ------ | ------ | ---- |
| Muhammed Furkan Özbek | -73 kg    | 150     | 7       | 191    | 3      | 341    | 4    |

### Gymnastiek

#### Turnen
Mannen
| atleet        | onderdeel | kwalificatie | kwalificatie | kwalificatie | kwalificatie | kwalificatie | kwalificatie | kwalificatie | kwalificatie | finale         | finale         | finale         | finale         | finale         | finale         | finale         | finale         |
| atleet        | onderdeel | toestel      | toestel      | toestel      | toestel      | toestel      | toestel      | totaal       | positie      | toestel        | toestel        | toestel        | toestel        | toestel        | toestel        | totaal         | positie        |
| atleet        | onderdeel | vloer        | voltige      | ringen       | sprong       | brug         | rekstok      | totaal       | positie      | vloer          | voltige        | ringen         | sprong         | brug           | rekstok        | totaal         | positie        |
| ------------- | --------- | ------------ | ------------ | ------------ | ------------ | ------------ | ------------ | ------------ | ------------ | -------------- | -------------- | -------------- | -------------- | -------------- | -------------- | -------------- | -------------- |
| Adem Asil     | team      | 13,833       | DNS          | 14,866 Q     | 14,483       | -            | 13,533       | n.v.t.       | n.v.t.       | niet geplaatst | niet geplaatst | niet geplaatst | niet geplaatst | niet geplaatst | niet geplaatst | niet geplaatst | niet geplaatst |
| Ahmet Önder   | team      | 13,733       | 12,766       | 13,066       | 14,300       | 13,833       | 11,800       | 79,498       | 34           | niet geplaatst | niet geplaatst | niet geplaatst | niet geplaatst | niet geplaatst | niet geplaatst | niet geplaatst | niet geplaatst |
| Ferhat Arıcan | team      | -            | 13,800       | -            | DNS          | 15,033 Q     | -            | n.v.t.       | n.v.t.       | niet geplaatst | niet geplaatst | niet geplaatst | niet geplaatst | niet geplaatst | niet geplaatst | niet geplaatst | niet geplaatst |
| İbrahim Çolak | team      | DNS          | -            | 14,533       | -            | 13,500       | 12,660       | n.v.t.       | n.v.t.       | niet geplaatst | niet geplaatst | niet geplaatst | niet geplaatst | niet geplaatst | niet geplaatst | niet geplaatst | niet geplaatst |
| Emre Dodanlı  | team      | 12,800       | 11,766       | 12,866       | 14,466       | 13,966       | 13,733       | 79,597       | 31 R3        | niet geplaatst | niet geplaatst | niet geplaatst | niet geplaatst | niet geplaatst | niet geplaatst | niet geplaatst | niet geplaatst |
| Totaal        | team      | 40,366       | 38,332       | 42,465       | 44,032       | 42,832       | 39,532       | 247,559      | 9            | niet geplaatst | niet geplaatst | niet geplaatst | niet geplaatst | niet geplaatst | niet geplaatst | niet geplaatst | niet geplaatst |

individuele finales
| atleet        | onderdeel | kwalificatie | kwalificatie | kwalificatie | kwalificatie | kwalificatie | kwalificatie | kwalificatie | kwalificatie | finale  | finale  | finale  | finale  | finale  | finale  | finale | finale  |
| atleet        | onderdeel | toestel      | toestel      | toestel      | toestel      | toestel      | toestel      | totaal       | positie      | toestel | toestel | toestel | toestel | toestel | toestel | totaal | positie |
| atleet        | onderdeel | vloer        | voltige      | ringen       | sprong       | brug         | rekstok      | totaal       | positie      | vloer   | voltige | ringen  | sprong  | brug    | rekstok | totaal | positie |
| ------------- | --------- | ------------ | ------------ | ------------ | ------------ | ------------ | ------------ | ------------ | ------------ | ------- | ------- | ------- | ------- | ------- | ------- | ------ | ------- |
| Adem Asil     | ringen    | n.v.t.       | n.v.t.       | 14,866       | n.v.t.       | n.v.t.       | n.v.t.       | n.v.t.       | 5 Q          | n.v.t.  | n.v.t.  | 14,966  | n.v.t.  | n.v.t.  | n.v.t.  | n.v.t. | 5       |
| Ferhat Arıcan | brug      | n.v.t.       | n.v.t.       | n.v.t.       | n.v.t.       | 15,033       | n.v.t.       | n.v.t.       | 7 Q          | n.v.t.  | n.v.t.  | n.v.t.  | n.v.t.  | 15,100  | n.v.t.  | n.v.t. | 5       |

### Judo
Mannen
| atleet            | onderdeel | eerste ronde         | tweede ronde         | derde ronde          | kwartfinale             | halve finale         | herkansing           | finale / BM          | finale / BM    |
| atleet            | onderdeel | tegenstander uitslag | tegenstander uitslag | tegenstander uitslag | tegenstander uitslag    | tegenstander uitslag | tegenstander uitslag | tegenstander uitslag | rang           |
| ----------------- | --------- | -------------------- | -------------------- | -------------------- | ----------------------- | -------------------- | -------------------- | -------------------- | -------------- |
| Salih Yıldız      | −60 kg    | n.v.t.               | bye                  | McKenzie W 01 - 00   | Sardalashvili W 01 - 00 | Mkheidze V 00 - 01   | bye                  | Nagayama V 00 - 10   | 5              |
| Muhammed Demirel  | −66 kg    | n.v.t.               | Saaha V 00 - 01      | niet geplaatst       | niet geplaatst          | niet geplaatst       | niet geplaatst       | niet geplaatst       | niet geplaatst |
| Vedat Albayrak    | −81 kg    | bye                  | Gerbekov W 10 - 00   | Nagese V 00 - 01     | niet geplaatst          | niet geplaatst       | niet geplaatst       | niet geplaatst       | niet geplaatst |
| Mihael Žgank      | −90 kg    | n.v.t.               | Hajiyev V 00 - 01    | niet geplaatst       | niet geplaatst          | niet geplaatst       | niet geplaatst       | niet geplaatst       | niet geplaatst |
| İbrahim Tataroğlu | +100 kg   | n.v.t.               | Marinič W 11 - 00    | Kim M-j V 00 - 11    | niet geplaatst          | niet geplaatst       | niet geplaatst       | niet geplaatst       | niet geplaatst |

Vrouwen
| atlete        | onderdeel | eerste ronde         | tweede ronde          | kwartfinale          | halve finale         | herkansing           | finale / BM          | finale / BM    |
| atlete        | onderdeel | tegenstander uitslag | tegenstander uitslag  | tegenstander uitslag | tegenstander uitslag | tegenstander uitslag | tegenstander uitslag | rang           |
| ------------- | --------- | -------------------- | --------------------- | -------------------- | -------------------- | -------------------- | -------------------- | -------------- |
| Tuğçe Beder   | −48 kg    | Boukli V 00 - 10     | niet geplaatst        | niet geplaatst       | niet geplaatst       | niet geplaatst       | niet geplaatst       | niet geplaatst |
| Fidan Ögel    | −70 kg    | Goshen V 00 - 10     | niet geplaatst        | niet geplaatst       | niet geplaatst       | niet geplaatst       | niet geplaatst       | niet geplaatst |
| Kayra Özdemir | +78 kg    | bye                  | Adiyaasüren W 10 - 00 | Sone W 01 - 00       | Hrshko V 00 - 10     | bye                  | Kim H-y V 00 - 10    | 5              |

Gemengd
| atleten                                                                              | onderdeel | eerste ronde         | kwartfinale          | halve finale         | herkansing           | finale / BM          | finale / BM    |
| atleten                                                                              | onderdeel | tegenstander uitslag | tegenstander uitslag | tegenstander uitslag | tegenstander uitslag | tegenstander uitslag | rang           |
| ------------------------------------------------------------------------------------ | --------- | -------------------- | -------------------- | -------------------- | -------------------- | -------------------- | -------------- |
| Tuğçe Beder Muhammed Demirel Fidan Ögel Mihael Žgank Kayra Özdemir İbrahim Tataroğlu | team      | Zuid-Korea V 1 - 4   | niet geplaatst       | niet geplaatst       | niet geplaatst       | niet geplaatst       | niet geplaatst |

### Moderne vijfkamp
| atlete        | onderdeel | onderdeel    | schermen (degen) | schermen (degen) | schermen (degen) | schermen (degen) | zwemmen (200 m vrije slag) | zwemmen (200 m vrije slag) | zwemmen (200 m vrije slag) | paardrijden (springen) | paardrijden (springen) | paardrijden (springen) | combinatie: schieten/lopen (10 m luchtpistool)/(3000 m) | combinatie: schieten/lopen (10 m luchtpistool)/(3000 m) | combinatie: schieten/lopen (10 m luchtpistool)/(3000 m) | totaal punten  | rang           |
| atlete        | onderdeel | onderdeel    | RR               | BR               | rang             | punten           | tijd                       | rang                       | punten                     | strafpunten            | rang                   | punten                 | tijd                                                    | rang                                                    | punten                                                  | totaal punten  | rang           |
| ------------- | --------- | ------------ | ---------------- | ---------------- | ---------------- | ---------------- | -------------------------- | -------------------------- | -------------------------- | ---------------------- | ---------------------- | ---------------------- | ------------------------------------------------------- | ------------------------------------------------------- | ------------------------------------------------------- | -------------- | -------------- |
| Buğra Ünal    | mannen    | halve finale | 20               | 0                | 10               | 225              | 2.07,24                    | 30                         | 296                        | 17                     | 29                     | 283                    | 10.23,26                                                | 26                                                      | 677                                                     | 1481           | 25             |
| Buğra Ünal    | mannen    | finale       | niet geplaatst   | niet geplaatst   | niet geplaatst   | niet geplaatst   | niet geplaatst             | niet geplaatst             | niet geplaatst             | niet geplaatst         | niet geplaatst         | niet geplaatst         | niet geplaatst                                          | niet geplaatst                                          | niet geplaatst                                          | niet geplaatst | niet geplaatst |
| İlke Özyüksel | vrouwen   | halve finale | 16-19            | 4                | 9                | 209              | 2.16,50                    | 7                          | 277                        | 0                      | 1                      | 300                    | 11.34,68                                                | 5                                                       | 606                                                     | 1392           | 7 Q            |
| İlke Özyüksel | vrouwen   | finale       | 16-19            | 0                | 15               | 205              | 2.15,48                    | 6                          | 280                        | 7                      | 11                     | 293                    | 10.58,20                                                | 3                                                       | 642                                                     | 1420           | 6              |

### Roeien
Vrouwen
| atleet     | onderdeel | series  | series | herkansingen | herkansingen | kwartfinale | kwartfinale | halve finale | halve finale | finale  | finale |
| atleet     | onderdeel | tijd    | rang   | tijd         | rang         | tijd        | rang        | tijd         | rang         | tijd    | rang   |
| ---------- | --------- | ------- | ------ | ------------ | ------------ | ----------- | ----------- | ------------ | ------------ | ------- | ------ |
| Elis Özbay | skiff     | 7.57,06 | 4 H    | 8.00,00      | 2 KF         | 7.56,51     | 6 HC/D      | 8.02,57      | 4 FD         | 7.46,95 | 22     |

Legenda: FA=finale A (medailles); FB=finale B (geen medailles); FC=finale C (geen medailles); FD=finale D (geen medailles); FE=finale E (geen medailles); FF=finale F (geen medailles); HA/B=halve finale A/B; HC/D=halve finale C/D; HE/F=halve finale E/F; KF=kwartfinale; H=herkansing

### Schermen
Mannen
| atleet         | onderdeel | eerste ronde         | tweede ronde         | derde ronde          | kwartfinale          | halve finale         | finale / BM          | finale / BM    |
| atleet         | onderdeel | tegenstander uitslag | tegenstander uitslag | tegenstander uitslag | tegenstander uitslag | tegenstander uitslag | tegenstander uitslag | rang           |
| -------------- | --------- | -------------------- | -------------------- | -------------------- | -------------------- | -------------------- | -------------------- | -------------- |
| Enver Yıldırım | sabel     | bye                  | Curatoli V 10 - 15   | niet geplaatst       | niet geplaatst       | niet geplaatst       | niet geplaatst       | niet geplaatst |

Vrouwen
| atleet        | onderdeel | eerste ronde         | tweede ronde             | derde ronde          | kwartfinale          | halve finale         | finale / BM          | finale / BM    |
| atleet        | onderdeel | tegenstander uitslag | tegenstander uitslag     | tegenstander uitslag | tegenstander uitslag | tegenstander uitslag | tegenstander uitslag | rang           |
| ------------- | --------- | -------------------- | ------------------------ | -------------------- | -------------------- | -------------------- | -------------------- | -------------- |
| Nisanur Erbil | sabel     | bye                  | Skarbonkiewicz W 15 - 11 | Balzer V 5 - 15      | niet geplaatst       | niet geplaatst       | niet geplaatst       | niet geplaatst |

### Schietsport
Mannen
| atleet        | onderdeel         | kwalificaties | kwalificaties | finale         | finale         |
| atleet        | onderdeel         | punten        | rang          | punten         | rang           |
| ------------- | ----------------- | ------------- | ------------- | -------------- | -------------- |
| Yusuf Dikeç   | 10 m luchtpistool | 576           | 13            | niet geplaatst | niet geplaatst |
| İsmail Keleş  | 10 m luchtpistool | 577           | 10            | niet geplaatst | niet geplaatst |
| Oğuzhan Tüzün | trap              | 121           | 15            | niet geplaatst | niet geplaatst |

Vrouwen
| atlete               | onderdeel        | kwalificaties | kwalificaties | finale         | finale         |
| atlete               | onderdeel        | punten        | rang          | punten         | rang           |
| -------------------- | ---------------- | ------------- | ------------- | -------------- | -------------- |
| Şevval İlayda Tarhan | 10m luchtpistool | 577           | 7 Q           | 135,6          | 7              |
| Şevval İlayda Tarhan | 25 m pistool     | 579           | 21            | niet geplaatst | niet geplaatst |
| Şimal Yılmaz         | 10m luchtpistool | 557           | 42            | niet geplaatst | niet geplaatst |
| Şimal Yılmaz         | 25 m pistool     | 574           | 28            | niet geplaatst | niet geplaatst |
| Sena Can             | skeet            | 110           | 27            | niet geplaatst | niet geplaatst |
| Rümeysa Pelin Kaya   | trap             | 117           | 13            | niet geplaatst | niet geplaatst |

Gemengd
| atleten                          | onderdeel             | kwalificaties | kwalificaties | finale                     | finale         |
| atleten                          | onderdeel             | punten        | rang          | tegenstander resultaat     | rang           |
| -------------------------------- | --------------------- | ------------- | ------------- | -------------------------- | -------------- |
| Yusuf Dikeç Şevval İlayda Tarhan | 10m luchtpistool team | 582           | 1 Q           | Arunović - Mikec V 14 - 16 | Zilver         |
| İsmail Keleş Şimal Yılmaz        | 10m luchtpistool team | 569           | 15            | niet geplaatst             | niet geplaatst |

### Taekwondo
Mannen
| atleet               | onderdeel | kwalificatie         | eerste ronde         | kwartfinale          | halve finale         | herkansing           | finale / BM          | finale / BM    |
| atleet               | onderdeel | tegenstander uitslag | tegenstander uitslag | tegenstander uitslag | tegenstander uitslag | tegenstander uitslag | tegenstander uitslag | rang           |
| -------------------- | --------- | -------------------- | -------------------- | -------------------- | -------------------- | -------------------- | -------------------- | -------------- |
| Hakan Reçber         | -68 kg    | bye                  | Maiga W 2 - 0        | Kareem V 0 - 2       | niet geplaatst       | Pontes V 1 - 2       | niet geplaatst       | 7              |
| Emre Kutalmış Ateşli | +80 kg    | bye                  | Alba V 0 - 2         | niet geplaatst       | niet geplaatst       | niet geplaatst       | niet geplaatst       | niet geplaatst |

Vrouwen
| atleet             | onderdeel | kwalificatie         | eerste ronde         | kwartfinale          | halve finale         | herkansing             | finale / BM          | finale / BM    |
| atleet             | onderdeel | tegenstander uitslag | tegenstander uitslag | tegenstander uitslag | tegenstander uitslag | tegenstander uitslag   | tegenstander uitslag | rang           |
| ------------------ | --------- | -------------------- | -------------------- | -------------------- | -------------------- | ---------------------- | -------------------- | -------------- |
| Merve Kavurat      | -49 kg    | bye                  | Matonti W 2 - 0      | Guo Q V 0 - 2        | niet geplaatst       | EOR Pouryounes W 2 - 0 | Stojković V 0 - 2    | 5              |
| Hatice Kübra İlgün | -57 kg    | n.v.t.               | Kim J-j V 0 - 2      | niet geplaatst       | niet geplaatst       | niet geplaatst         | niet geplaatst       | niet geplaatst |
| Nafia Kuş          | +67 kg    | n.v.t.               | Aguirre W 2 - 1      | Abo-Alrub W 2 - 1    | Laurin V 0 - 2       | bye                    | McGowan W 2 - 1      | Brons          |

### Tafeltennis
Vrouwen
| atleet          | onderdeel | voorronde            | eerste ronde         | tweede ronde         | derde ronde          | kwartfinale          | halve finale         | finale / BM          | finale / BM    |
| atleet          | onderdeel | tegenstander uitslag | tegenstander uitslag | tegenstander uitslag | tegenstander uitslag | tegenstander uitslag | tegenstander uitslag | tegenstander uitslag | rang           |
| --------------- | --------- | -------------------- | -------------------- | -------------------- | -------------------- | -------------------- | -------------------- | -------------------- | -------------- |
| Sibel Altinkaya | enkelspel | bye                  | Ni X L V 2 - 4       | niet geplaatst       | niet geplaatst       | niet geplaatst       | niet geplaatst       | niet geplaatst       | niet geplaatst |

### Volleybal

#### Zaalvolleybal
Vrouwen
| Atleten | Discipline | Resultaat | Prestatie |
| --- | ---------- | --------- | --------- |
| Beyza Arıcı İlkin Aydın Hande Baladın Derya Cebecioğlu Eda Erdem Dündar Meliha Diken Zehra Güneş Aslı Kalaç Ebrar Karakurt Gizem Örge Cansu Özbay Elif Şahin Melissa Vargas | vrouwen    | 4         | zie onder |

| # | Ploeg                  | Punten | Wedstrijden | Wedstrijden | Wedstrijden | Sets | Sets | Sets  |
| # | Ploeg                  | Punten | G           | W           | V           | W    | V    | Ratio |
| - | ---------------------- | ------ | ----------- | ----------- | ----------- | ---- | ---- | ----- |
| 1 | Italië                 | 9      | 3           | 3           | 0           | 9    | 1    | +8    |
| 2 | Turkije                | 5      | 3           | 2           | 1           | 6    | 6    | 0     |
| 3 | Dominicaanse Republiek | 3      | 3           | 1           | 2           | 5    | 7    | -2    |
| 4 | Nederland              | 1      | 3           | 0           | 3           | 3    | 9    | -6    |

| Ronde           | Datum            | MEZT    | Land     | Score                  | Land    |
| --------------- | ---------------- | ------- | -------- | ---------------------- | ------- |
| Groepsfase      |                  |         |          |                        |         |
| 29 juli 2024    | 09:00            | Turkije | 3 - 2    | Nederland              |         |
| 1 augustus 2024 | 09:00            | Turkije | 3 - 1    | Dominicaanse Republiek |         |
| 4 augustus 2024 | 09:00            | Italië  | 3 - 0    | Turkije                |         |
|                 |                  |         |          |                        |         |
| Kwartfinale     | 6 augustus 2024  | 09:00   | China    | 2 - 3                  | Turkije |
|                 |                  |         |          |                        |         |
| Halve finale    | 8 augustus 2024  | 20:00   | Turkije  | 0 - 3                  | Italië  |
|                 |                  |         |          |                        |         |
| Bronzen finale  | 10 augustus 2024 | 17:15   | Brazilië | 3 - 1                  | Turkije |

### Wielersport

#### Wegwielrennen
Mannen
| atleet     | onderdeel    | tijd | rang |
| ---------- | ------------ | ---- | ---- |
| Burak Abay | wegwedstrijd | DNF  | DNF  |

### Worstelen

#### Grieks-Romeinse stijl
Mannen
| atleet         | onderdeel | kwalificatie         | eerste ronde         | kwartfinale          | halve finale         | herkansing           | finale / BM          | finale / BM    |
| atleet         | onderdeel | tegenstander uitslag | tegenstander uitslag | tegenstander uitslag | tegenstander uitslag | tegenstander uitslag | tegenstander uitslag | rang           |
| -------------- | --------- | -------------------- | -------------------- | -------------------- | -------------------- | -------------------- | -------------------- | -------------- |
| Enes Başar     | −60 kg    | Tibilov W 8 - 7      | Arnăut V 2 - 4       | niet geplaatst       | niet geplaatst       | niet geplaatst       | niet geplaatst       | niet geplaatst |
| Burhan Akbudak | −77 kg    | n.v.t.               | Lévai V 2 - 4        | niet geplaatst       | niet geplaatst       | niet geplaatst       | niet geplaatst       | niet geplaatst |
| Ali Cengiz     | −87 kg    | n.v.t.               | Kułynycz V 1 - 3     | niet geplaatst       | niet geplaatst       | niet geplaatst       | niet geplaatst       | niet geplaatst |
| Hamza Bakır    | −130 kg   | n.v.t.               | Mohamed V 1 - 3VBF   | niet geplaatst       | niet geplaatst       | niet geplaatst       | niet geplaatst       | niet geplaatst |

#### Vrije stijl
Mannen
| atlete         | onderdeel | eerste ronde         | kwartfinale          | halve finale         | herkansing           | finale / BM          | finale / BM    |
| atlete         | onderdeel | tegenstander uitslag | tegenstander uitslag | tegenstander uitslag | tegenstander uitslag | tegenstander uitslag | rang           |
| -------------- | --------- | -------------------- | -------------------- | -------------------- | -------------------- | -------------------- | -------------- |
| İbrahim Çiftçi | −97 kg    | Mchedlidze V 1 - 5   | niet geplaatst       | niet geplaatst       | niet geplaatst       | niet geplaatst       | niet geplaatst |
| Taha Akgül     | −125 kg   | Smith W 10 - 0       | Ligeti W 8 - 0       | Zare V 1 - 2         | bye                  | Lazarev W 7 - 0      | Brons          |

Vrouwen
| atlete               | onderdeel | eerste ronde         | kwartfinale          | halve finale         | herkansing           | finale / BM          | finale / BM    |
| atlete               | onderdeel | tegenstander uitslag | tegenstander uitslag | tegenstander uitslag | tegenstander uitslag | tegenstander uitslag | rang           |
| -------------------- | --------- | -------------------- | -------------------- | -------------------- | -------------------- | -------------------- | -------------- |
| Evin Demirhan        | −50 kg    | Guzmán V 6 - 7       | niet geplaatst       | niet geplaatst       | niet geplaatst       | niet geplaatst       | niet geplaatst |
| Zeynep Yetgil        | −53 kg    | Panghal W 10 - 0     | Wendle V 2 - 5VBF    | niet geplaatst       | niet geplaatst       | niet geplaatst       | niet geplaatst |
| Nesrin Baş           | −62 kg    | Miracle V 2 - 12     | niet geplaatst       | niet geplaatst       | niet geplaatst       | niet geplaatst       | niet geplaatst |
| Buse Tosun Çavuşoğlu | −68 kg    | Elor V 2 - 10        | niet geplaatst       | niet geplaatst       | Chołuj W 4 - 3       | Pak S-g W 4 - 2      | Brons          |
| Yasemin Adar Yiğit   | −76 kg    | Di Stasio W 8 - 2    | Kagami V 0 - 3       | niet geplaatst       | Reasco V 1 - 3       | niet geplaatst       | 8              |

### Zeilen
Mannen
| atlete             | onderdeel | race | race | race | race | race | race | race | race | race        | race        | race   | race   | race           | netto punten | eindnotering |
| atlete             | onderdeel | 1    | 2    | 3    | 4    | 5    | 6    | 7    | 8    | 9           | 10          | 11     | 12     | M              | netto punten | eindnotering |
| ------------------ | --------- | ---- | ---- | ---- | ---- | ---- | ---- | ---- | ---- | ----------- | ----------- | ------ | ------ | -------------- | ------------ | ------------ |
| Yiğit Yalçın Çıtak | ILCA 7    | 18   | 13   | 37   | 14   | 22   | 9    | 44   | 20   | geannuleerd | geannuleerd | n.v.t. | n.v.t. | niet geplaatst | 177          | 23           |

Vrouwen
| atlete       | onderdeel    | voorrondes | voorrondes | voorrondes | voorrondes | voorrondes | voorrondes | voorrondes  | voorrondes  | voorrondes  | voorrondes  | voorrondes  | voorrondes  | voorrondes  | voorrondes  | voorrondes  | voorrondes  | voorrondes | voorrondes | halve finale(s) | halve finale(s) | halve finale(s) | halve finale(s) | halve finale(s) | halve finale(s) | halve finale(s) | halve finale(s) | finales(s)     | finales(s)     | finales(s)     | finales(s)     | finales(s)     | finales(s)     | finales(s)     | finales(s)     | rang |
| atlete       | onderdeel    | 1          | 2          | 3          | 4          | 5          | 6          | 7           | 8           | 9           | 10          | 11          | 12          | 13          | 14          | 15          | 16          | tot.       | rang       | 1               | 2               | 3               | 4               | 5               | 6               | tot.            | rang            | 1              | 2              | 3              | 4              | 5              | 6              | tot.           | rang           | rang |
| ------------ | ------------ | ---------- | ---------- | ---------- | ---------- | ---------- | ---------- | ----------- | ----------- | ----------- | ----------- | ----------- | ----------- | ----------- | ----------- | ----------- | ----------- | ---------- | ---------- | --------------- | --------------- | --------------- | --------------- | --------------- | --------------- | --------------- | --------------- | -------------- | -------------- | -------------- | -------------- | -------------- | -------------- | -------------- | -------------- | ---- |
| Derin Atakan | Formula Kite | 15         | 16         | 15         | 15         | 12         | 21         | geannuleerd | geannuleerd | geannuleerd | geannuleerd | geannuleerd | geannuleerd | geannuleerd | geannuleerd | geannuleerd | geannuleerd | 73         | 16         | niet geplaatst  | niet geplaatst  | niet geplaatst  | niet geplaatst  | niet geplaatst  | niet geplaatst  | niet geplaatst  | niet geplaatst  | niet geplaatst | niet geplaatst | niet geplaatst | niet geplaatst | niet geplaatst | niet geplaatst | niet geplaatst | niet geplaatst | 16   |

| atlete      | onderdeel | voorrondes | voorrondes | voorrondes | voorrondes | voorrondes | voorrondes | voorrondes | voorrondes | voorrondes | voorrondes | voorrondes | voorrondes | voorrondes | voorrondes | voorrondes  | voorrondes  | voorrondes  | voorrondes  | voorrondes  | voorrondes  | voorrondes | voorrondes | kwartfinale    | halve finale   | finale         |
| atlete      | onderdeel | 1          | 2          | 3          | 4          | 5          | 6          | 7          | 8          | 9          | 10         | 11         | 12         | 13         | 14         | 15          | 16          | 17          | 18          | 19          | 20          | tot.       | rang       | kwartfinale    | halve finale   | finale         |
| ----------- | --------- | ---------- | ---------- | ---------- | ---------- | ---------- | ---------- | ---------- | ---------- | ---------- | ---------- | ---------- | ---------- | ---------- | ---------- | ----------- | ----------- | ----------- | ----------- | ----------- | ----------- | ---------- | ---------- | -------------- | -------------- | -------------- |
| Merve Vatan | IQFoil    | 20         | 23         | 5          | 3          | 14         | 20         | 25         | 12         | 13         | 10         | 19         | 14         | 25         | 12         | geannuleerd | geannuleerd | geannuleerd | geannuleerd | geannuleerd | geannuleerd | 165        | 18         | niet geplaatst | niet geplaatst | niet geplaatst |

| atlete     | onderdeel | race | race | race | race | race | race | race | race | race | race        | race   | race   | race           | netto punten | eindnotering |
| atlete     | onderdeel | 1    | 2    | 3    | 4    | 5    | 6    | 7    | 8    | 9    | 10          | 11     | 12     | M              | netto punten | eindnotering |
| ---------- | --------- | ---- | ---- | ---- | ---- | ---- | ---- | ---- | ---- | ---- | ----------- | ------ | ------ | -------------- | ------------ | ------------ |
| Ecem Güzel | ILCA 6    | 9    | 22   | 24   | 21   | 22   | 9    | 1    | 32   | 21   | geannuleerd | n.v.t. | n.v.t. | niet geplaatst | 129          | 18           |

Gemengd
| atleten                      | onderdeel | race | race | race | race | race | race | race | race | race        | race        | race   | race        | race           | netto punten | eindnotering |
| atleten                      | onderdeel | 1    | 2    | 3    | 4    | 5    | 6    | 7    | 8    | 9           | 10          | 11     | 12          | M              | netto punten | eindnotering |
| ---------------------------- | --------- | ---- | ---- | ---- | ---- | ---- | ---- | ---- | ---- | ----------- | ----------- | ------ | ----------- | -------------- | ------------ | ------------ |
| Deniz Çınar Lara Nalbantoğlu | 470       | 14   | 9    | 15   | 8    | 18   | 11   | 14   | 5    | geannuleerd | geannuleerd | n.v.t. | n.v.t.      | niet geplaatst | 76           | 16           |
| Beste Kaynakçı Alican Kaynar | nacra 17  | 19   | 13   | 17   | 19   | 18   | 20   | 12   | 20   | 14          | 13          | 9      | geannuleerd | niet geplaatst | 172          | 18           |

### Zwemmen
Mannen
| atleet              | onderdeel              | series   | series | halve finale   | halve finale   | finale         | finale         |
| atleet              | onderdeel              | tijd     | rang   | tijd           | rang           | tijd           | rang           |
| ------------------- | ---------------------- | -------- | ------ | -------------- | -------------- | -------------- | -------------- |
| Berkay Ömer Öğretir | 100 m schoolslag       | 1.00,36  | 21     | niet geplaatst | niet geplaatst | niet geplaatst | niet geplaatst |
| Kuzey Tunçelli      | 800 m vrije slag       | 7.47,29  | 11     | n.v.t.         | n.v.t.         | niet geplaatst | niet geplaatst |
| Kuzey Tunçelli      | 1500 m vrije slag      | 14.45,27 | 5 Q    | n.v.t.         | n.v.t.         | 14.41,22       | 5              |
| Kuzey Tunçelli      | 10 km openwaterzwemmen | n.v.t.   | n.v.t. | n.v.t.         | n.v.t.         | 2.02.58,1      | 23             |
| Emir Batur Albayrak | 10 km openwaterzwemmen | n.v.t.   | n.v.t. | n.v.t.         | n.v.t.         | DNF            | DNF            |
| Emir Batur Albayrak | 1500 m vrije slag      | 15.23,21 | 23     | n.v.t.         | n.v.t.         | niet geplaatst | niet geplaatst |
| Berke Saka          | 100 m rugslag          | 55,85    | 40     | niet geplaatst | niet geplaatst | niet geplaatst | niet geplaatst |

Vrouwen
| atleet                                                | onderdeel         | series  | series | halve finale | halve finale | finale         | finale         |
| atleet                                                | onderdeel         | tijd    | rang   | tijd         | rang         | tijd           | rang           |
| ----------------------------------------------------- | ----------------- | ------- | ------ | ------------ | ------------ | -------------- | -------------- |
| Ela Naz Özdemir Gizem Güvenç Ecem Dönmez Zehra Bilgin | 4x200m vrije slag | 8.05,18 | 16     | n.v.t.       | n.v.t.       | niet geplaatst | niet geplaatst |